# Albanees-Amerikaanse betrekkingen
De Albanees-Amerikaanse betrekkingen verwijzen naar de internationale betrekkingen tussen de Republiek Albanië en de Verenigde Staten. Albanië heeft een ambassade in de Amerikaanse hoofdstad Washington D.C., de Verenigde Staten heeft een ambassade in de Albanese hoofdstad Tirana. Albanië heeft tevens een consulaat in New York vanwege de aanzienlijke Albanese gemeenschap aldaar. Beide landen zijn lid van de NAVO. 
De relaties tussen Albanië en de Verenigde Staten zijn historisch gezien goed te noemen als gevolg van de herhaaldelijke wederzijdse ondersteuning tussen de twee landen naar elkaar toe.

## Diplomatieke betrekkingen
De basis van de relatie tussen Albanië en de Verenigde Staten werd gelegd na de Eerste Wereldoorlog tijdens de Vresesconferentie van Parijs in 1919. De toenmalige Amerikaanse president Woodrow Wilson opperde destijds dat Albanië onafhankelijk zou moeten zijn. De Verenigde Staten steunde ook  Albanese deelname aan het Volkenbond.

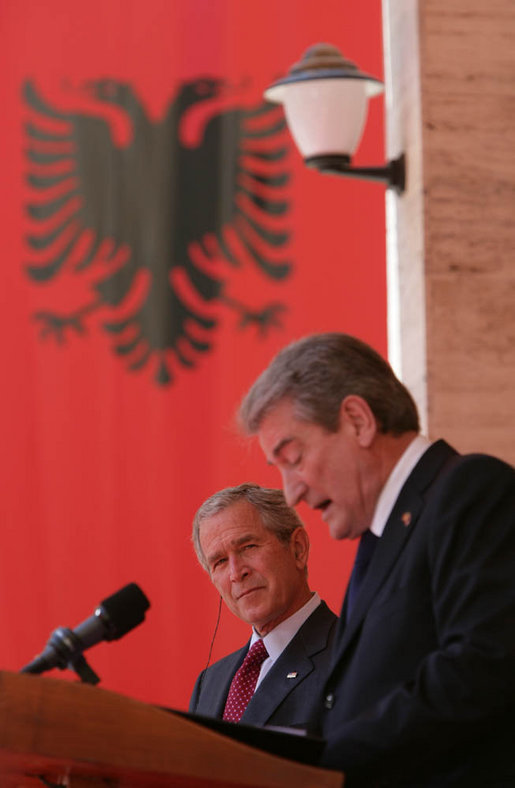
George W. Bush en Sali Berisha tijdens een bijeenkomst van de VS in Albanië.

In 2009 trad Albanië toe tot de NAVO. Het Albanese leger is sinds de toetreding behoorlijk gemoderniseerd en krijgt naast extra financiële middelen ook gevechtswapens van de Verenigde Staten. Ook worden de Albanese soldaten getraind volgens de NAVO-richtlijnen.

## Relatie
Het Pro-Amerikaanse sentiment is groot onder de Albanese gemeenschap, volgens peilingen uit 2012 is Albanië het meest Pro-Amerikaanse-land in Europa, na het beperkt erkende Kosovo, dat ongeveer voor 93% uit etnische Albanezen bestaat. In Albanië, en Kosovo, zijn straten vernoemd en standbeelden gebouwd voor Amerikaanse politici.
Het meest recente sentiment lijkt vooral gebaseerd op de Kosovo-oorlog in 1999 toen de NAVO op voorspraak van de Verenigde Staten de Albanese rebellen ondersteunden in de gewapende strijd tegen het Federale Republiek Joegoslavië. In de Strijd tegen terrorisme vanaf 2001 stond Albanië openlijk achter de Verenigde Staten.

## Diaspora

Verspreiding van Albanezen in de VS.

In de Verenigde Staten wonen zo'n 200.000 (2019) etnische Albanezen waarvan een groot deel in de staten New York en Michigan. Een aanzienlijk gedeelte van de Albanese gemeenschap in de Verenigde Staten is tevens onderdeel van de Arbëreshë. 